# Стефан Постум
Іштван Постум, Стефан Посмертний (лат. Postumus — «народжений після смерті батька», угор. Utószülött István; 1236—10 квітня 1271) — герцог Славонії, посмертний син короля Угорщини Андрія II і його третьої дружини, Беатріс д'Есте. 
Є нащадком Великих князів Київський Володимира Мономаха та Ярослава Мудрого. Правнук української княжни Єфросинії, праправнук Великого князя Київського Мстислава Великого.

## Біографія
За деякими припущеннями вважався незаконнонародженим сином. Проте ці чутки могли також бути результатом боротьби за трон між нащадками Андрія ІІ.
Через дії його набагато старших зведених братів, у тому числі короля Бели IV, йому не було дозволено отримати герцогські доходи в Угорщині, на які він мав право, як син угорського короля.
Він був перший раз одружений із удовою, Ізабеллою Траверсані, від якої він мав сина Стефана, який помер у дитинстві. 
Його другою дружиною була Томазіна Морозіні. 
Їхній син пізніше став королем Угорщини Андрієм III. 
Помер у Венеції.

## Родовід
Стефан Постум веде свій родовід, в тому числі, й від Великих князів Київських з роду Мономаховичів та Ярославичів.